# Alexis Keller
Pour les articles homonymes, voir Keller.
Alexis Keller, né en 1962, est un chercheur en sciences politiques de nationalité suisse. Il passe son doctorat à l’université de Genève où il est devenu assistant et maître assistant en faculté de Droit. Il complète ensuite sa formation à l’université de Cambridge (Royaume-Uni) puis est invité à la Kennedy School of Government de l’université Harvard. Son ouvrage intitulé Le Libéralisme sans la Démocratie a été récompensé par le Prix Latsis en 2002 .
Alexis Keller a été l’un des principaux artisans suisses de l’Initiative de Genève, pour un rapprochement entre Israéliens et Palestiniens, complémentaire à la Feuille de route. Ce document  a été traduit en français en 2004 et publié sous le nom de L’Accord de Genève, un pari réaliste  (ISBN 978-0971920637).